# Артур Окс Сульзберґер (молодший)
Артур Окс Сульзберґер-молодший (англ. Arthur Ochs Sulzberger Jr.; нар. 22 вересня 1951, Маунт-Кіско, США) — американський журналіст, видавець і бізнесмен, що очолював видання New York Times, син видавця New York Times Артура Окса Сульзберґера, нащадок родини Окс-Сульзберґер, яка займалась видавництвом, зокрема, газети New York Times.

## Життєпис
Артур Окс Сульзберґер-молодший народився 22 вересня 1951 року в Маунт-Кіско, Нью-Йорк в родині Артура Окса Сульзберґера, спадкоємця видавника газети New York Times та компанії The New York Times Company, та його першої дружини Барбари (уродженої Ґрант). В момент його народження, його батько — на той час військовослужбовець, проходив навчання військове тренування в Квантіко, Вірджинія. Разом з його матір'ю на той момент знаходилась його тітка, сестра його батька, Джудіт Сульзберґер, яка була лікарем. Невдовзі після народження Артура-молодшого, його дід Артур Гейс Сульзберґер, на той час — видавник New York Times, написав таку пам'ятну записку: «Слава Артуру! Нехай його правління буде довгим!».
В ранньому дитинстві Артур часто переїжджав з родиною, у зв'язку із роботою його батька. Так, з 1953 до1954 року родина жила в Мілвокі, Вісконсин, коли його батько працював у виданні The Milwaukee Journal. В Мілвокі в Барбари, матері Артура, стався викидень, і з тих пір в неї почала розвиватись депресія, що відбивалось на шлюбі його батьків. Потім Сульзберґери короткий час проживали у Нью-Йорку, а звідти влітку 1954 року поїхали до Парижу, де батько Артура працював кореспондентом в паризькому бюро New York Times. В Парижі матері Артура стало гірше, її госпіталізували через депресію, а через деякий час в неї зав'язались стосунки із паризьким кореспондентом видання New York Herald Tribune Деном Куком. Коли батько Артура про це дізнався, пара вирішила розійтись, і Барбара, разом з дітьми, переїхала до Ментони, маленького містечка на Французькій Рив'єрі.
В жовтні 1955 року Барбара разом із Артуром та донькою Карен повернулась до Нью-Йорка, так само, як і батько Артура. Разом із дітьми вона оселилась в селищі Порт-Честер, штат Нью-Йорк. Батьки Артура офіційно розлучились в 1956 році, за умовами розлучення його мати отримала квартиру в Нью-Йорку, фінансування освіти дітей та фінансування своєї психотерапії. Після розлучення Барбара разом із дітьми переїхала до Нью-Йорка. Окрім матері, Артуром та його сестрою опікувалась французька няня Жоржет. Із батьком Артур та його сестра проводили вихідні дні. У 1956 році батько Артура одружився з Керол Фокс Фурман, дочку від першого шлюбу з якою він вдочерив. В 1964 році в пари також народилась дочка Синтія. В 1958 році мати Артура вийшла заміж за нью-йоркського бізнесмена Девіда Крісті, і скоро в них народились діти — хлопчик та дівчинка. Спочатку в Артура склались теплі відносини з вітчимом: той вчив його кататись на велосипеді, купив йому собаку, і Артур, за наполяганням матері, називав його татом. Однак по мірі того, як Артур дорослішав, відносини з вітчимом ставали дедалі напруженішими.
Артур відвідував приватні школи на Мангеттені, а літо проводив в літніх таборах в Нью-Гемпширі. Його вітчим Девід був активним в Єпископальній церкві Св. Яківа. Його мати також навернулась до єпископальної церкви. Артур також відвідував єпископальну церкву і згодом був конфірмований членом єпископальної церкви. В 1966 році, будучи в 9-му класі Артур перевівся до Школи Луміс, школи-інтернату в Коннектикуті, в якій колись вчився його батько. Однак вже після одного семестру навчання в школі, Артур покинув школу, оскільки атмосфера в школі здавалась йому задушливою. Повернувшись до Нью-Йорка, Артур повідомив свою матір, що відтепер житиме з батьком.
Артур вдруге пройшов програму 9-ого класу в Браунінґській школі, де також колись навчався його батько. В школі він став членом дебатного клубу, а в 10-му класі став працювати в шкільній газеті. Влітку 1968 року він працював клерком в New York Times. Крім того, в 1969 році Артур пройшов тренувальну програму з виживання Outward Bound в диких місцях Північної Кароліни, де він разом із іншими учасниками спав в парусинових спальниках, готував їжу на відкритому вогні, та ходив в піші експедиції в лісі. В тому ж році, Артур разом із родичами батька відвідав Ізраїль, де він побував в кібуці біля ліванського кордону, в Єрусалимі, тощо. Артур був тимчасово відрахований з Браунінґської школи за спробу організувати закриття школи після розстрілів в Кентському державному університеті.
Влітку 1970 року Сульзберґер працював у Лондоні в газеті The Daily Telegraph, а також в газеті Vyneyard Gazette. Восени 1970 року він вступив до Університету Тафтса, де він зосередився на вивченні політології та міжнародних відносин. В університеті він також поринув у культуру хіпі: читав Курта Воннеґута та Річарда Бротіґана, слухав відповідну музику (рок-групи Jefferson Airplane та Grateful Dead) та експериментував з марихуаною та галюциногенами. Сульзберґер також приєднувався до антивоєнних протестів проти В'єтнамської війни, за що його двічі заарештовували. Під час зимніх канікул 1970—1971 року він працював у друкарні газети Boston Globe.
В листопаді 1978 року Сульзберґер поїхав до Топіки, Канзас, де тоді жила його мати зі своїм третім чоловіком Джеррі Джонсоном, щоб провести з ними День подяки. Під час свого візиту він познайомився із Ґейл Ґреґ, яка жила по сусідству з його матір'ю, і в них зав'язались стосунки. Вони почали жити разом у Бостоні, де знаходився університет, в якому навчався Сульзберґер, з січня 1974 року. Після того, як Сульзберґер в 1974 році закінчив Університет Тафтса, разом із Ґейл він переїхав до міста Ролі, Північна Кароліна, де почав працювати репортером у місцевій газеті Raleigh Times. Крім того, Сульзберґер також працював у виробничому та рекламному відділах газети. В травні 1974 року Сульзберґер одружився з Ґейл.
Сульзберґер пропрацював в Raleigh Times два з половиною роки до весни 1976 року. Восени 1976 року вони із Ґейл вирушили до Лондона, де Сульзберґер почав працювати в новинному агентстві Associated Press, куди його влаштував батько. Репортером Associated Press Сульзберґер висвітлював, зокрема, взяття в заручники пасажирів голландського потягу в 1977 році молукканськими націоналістами. Його репортаж з'явився на першій шпальті New York Times.
В травні 1978 року Сульзберґер припинив працювати в Associated Press. Вони з дружиною вирушили у тримісячну подорож, під час якої відвідали Східну Європу, Радянський Союз, Китай та Японію. Восени 1978 року Артур повернувся до США та почав працювати у вашингтонському бюро New York Times.  В серпні 1980 року в Сульзберґера народився син — Артур Ґреґ Сульзберґер. Під час роботи у вашингтонському бюро газети, Сульзберґер подорожував разом із Джорджем Гербертом Бушем, тодішнім кандидатом на посаду президента США від Республіканської партії США, та висвітлював його виборчу кампанію. Крім того, Сульзберґер висвітлював різні теми, які мали довгостроковий вплив: від ядерних випробувань до рішень Федеральної торгової комісії.
В березні 1981 року Сульзберґер із родиною переїхав до Нью-Йорка і почав працювати в редакції новин New York Times. Він працював репортером і, зокрема, висвітлював діяльність мера Нью-Йорка Еда Коча. В 1982 році він отримав першу адміністративну посаду — посаду редактора з розподілу завдань репортерам. В 1983 році Сульзберґер став займатись господарськими справами газети: спочатку він працював у рекламному відділу, потім — у відділі стратегічного планування. Крім того, він почав навчатись на Гарвардському просунутому курсі підготовки менеджерів. Закінчивши курс, Сульзберґер провів деякий час у Сарасоті, Флорида, розробляючи план розширення для місцевої газети, яка належала The New York Times Company.  Потім його перевели до нічного виробничого відділу (друкарні) New York Times, де він пропрацював рік.
В 1986 році Сульзберґера підвищили до заступника редактора. На цій посаді він був підзвітний своєму батькові, Артуру Оксу Сульзберґеру — видавнику New York Times, а також директору з господарської діяльності Волтеру Метсону. В 1988 році Сульзберґер став заступником видавника газети. В 1991 році Артур Окс Сульзберґер оголосив раді директорів The New York Times Company, до якої також входили члени родини Окс-Сульзберґер, про свій намір покинути посаду видавника газети, а на своє місце призначити Сульзберґера-молодшого. Директори, що не належали до родини Окс-Сульзберґер, взяли паузу, оскільки були погано знайомі з Сульзберґером-молодшим, та їм потрібен був час, що вивчити його краще, перед тим, як схвалити його кандидатуру. Впродовж наступних кількох місяців Сульзберґер-молодший зустрічався із членами ради директорів, на яких вони висловлювали свої занепокоєння. Врешті, в січні 1992 року рада директорів схвалила кандидатуру Сульзберґера-молодшого на посаду видавника газети. В той же час, батько Сульзберґера відмовився робити його членом ради директорів The New York Times Company через побоювання негативної реакції з боку його сестер та племінників, які були членами ради. Так, в 1992 році Сульзберґер-молодший став видавником газети, а його батько залишався Головою правління The New York Times Company.
В 1997 році Артур Окс Сульзберґер номінував Сульзберґера-молодшого на посаду Голови правління The New York Times Company, попередньо в приватному порядку роз'яснивши своє рішення членам ради директорів компанії. Сульзберґер-молодший залишався видавником New York Times до 2017 року, а Головою правління The New York Times Company — до 2020 року. Обидві посади, відповідно в 2017 та 2020 роках, перейшли його сину Артуру Ґреґу Сульзберґеру.

## Діяльність на посаді видавникаNew York Timesта Голови правлінняThe New York Times Company

### Загальний огляд
За часів Сульзберґера в газеті відбулись кардинальні зміни. По-перше, починаючи з 1993 року, газета стала виходити в кольоровому форматі, і відтак, втратила свою колишню неофіційну назву «сіра леді». Спочатку в кольоровому форматі вийшла тільки рубрика рецензій на книги. Поступово інші рубрики стали виходити в кольоровому форматі. Найдовше чорно-білою залишалась рубрика новин, однак в 1997 році й вона стала виходити з кольоровими фотографіями.
По-друге, в 1996 році в інтернеті з'явилась цифрова версія New York Times. Ще в 1994 році газета почала виходити на веб-порталі AOL. У 1995 році було створено компанію The New York Times Electronic Media Company для розробки цифрового формату газети. Восени 1995 року ця компанія запустила першу бета-версію вебсайту Times. На момент запуску вебсайт New York Times був безкоштовним для користувачів у США, але газета вирішила стягувати плату з читачів, які заходили на сайт з-за кордону. За 1,95 долара за доступ до однієї веб-сторінки, користувачі також могли завантажувати статті на свої комп'ютери, а сайт також пропонував сервіс газетних вирізок на замовлення, який дозволяв користувачам налаштовувати сповіщення електронною поштою за темами.
По-третє, в 2011 році був запроваджений пейвол, або «платна стіна», таким чином, тільки користувачі, які оплатили доступ до контенту, можуть читати більшість контенту вебсайту New York Times.  Коли пейвол був лише запроваджений, будь-хто міг прочитати 20 статей на місяць безкоштовно. Початкова плата за доступ на вейбсайті складала 15 доларів на місяць, за доступ до вебсайту та версію для планшетів — 20 доларів на місяць. Видання The Economist пов'язувало запровадження пейволу із зниженням читацької аудиторії паперової газети, а також із зниженням доходів від реклами в паперовій газеті. Коли Сульзберґер залишив посаду видавця наприкінці 2017 року, у New York Times, за твердженням самого видання, було 3,5 мільйона підписників, 2,5 мільйона з них — лише підписників на цифрове видання.
Крім того, відбувались й інші зміни в дусі часу. В 2002 році газета оголосила, що у весільній рубриці також публікуватиме оголошення про весілля одностатевих пар. Під керівництвом Сульзберґера газета отримала 61 Пулітцерівську премію.
Як Голова правління The New York Times Company Сульзберґер стикався із значними фінансовими викликами. Під час світової фінансової кризи 2008 року в газети став падати тираж, у третьому кварталі 2008 року доходи від реклами впали на 13,7 %, а також ціни на акції The New York Times Company впали на 60 % до найнижчого рівня за 24 роки. У відповідь на ці виклики Сульзберґер ухвалив рішення скоротити виплату квартальних дивідендів компанії на три чверті. Як писав журнал The Economist, таке рішення могло коштувати акціонерам-членам родини Окс-Сульзберґер 18 мільйонів доларів на рік. Крім того, в 2008 році Сульзберґер погодився призначити до ради директорів компанії представників двох активістських гедж-фондів, Harbinger Capital та Firebrand Partners, що на думку The Economist, призвело на кращому зосередженні на зниженні витрат. Також в 2008 році мексиканський мільярдер Карлос Слім інвестував у компанію, викупивши 6,4 % її акцій.

### Плагіатний та фальсифікаційний скандал
В квітні 2003 року редактор техаського видання San Antonio Express-News Роберт Рівард прочитав написану репортером Джейсоном Блером статтю в New York Times про техаську жінку Хуаніту Анґіано, чий син був єдиним американським солдатом, який досі вважався зниклим без вісти в бойових діях Іраку, вже тоді, коли США встановлювала там цивільну адміністрацію. За тиждень до дати статті, схожа стаття, написана репортеркою Макареною Ернандес, була опублікована в San Antonio Express-News. Статті Блера та Ернандес здались йому схожими, як і самій Ернандес, яка була знайома з Блером, з яким разом проходила практику в New York Times.
Ернандес повідомила Шейлу Рул, рекрутерку New York Times, яка свого часу взяла на практику Ернандес разом із Блером, про свої підозри щодо плагіату в статті Блера. Рул, своєю чергою, повідомила про це тодішньому відповідальному редактору Джеральду Бойду. Відбулась зустріч, на якій були присутні Бойд, Рул та інші редактори. Блек відкидав звинувачення в плагіаті, але газета вирішила провести внутрішнє розслідування. Результати розслідування виявили фальсифікації та плагіат в щонайменше 36 статтях Блера. Зокрема, було виявлено, що Блер писав репортажі про події, що відбувались у Меріленді, Західній Вірджинії, Огайо та Техасі, не покидаючи Нью-Йорка. Крім того, Блер видумував цитати, події та сцени.
Фальсифікації були виявлені в репортажах про арешт підозрюваних вашингтонських снайперів (Блер писав, що жодному з призначених судом юристів заарештованих не надали жодної інформації про арешт та ув'язнення, а виявилось, що Блер ніколи не розмовляв з юристами), про думки та страхи поранених солдат в Національному військово-морському медичному центрі у Бетесді (виявилось, що Блер не приїздив до медичного центру і не брав інтерв'ю в поранених в шістьох солдат, на яких посилався у репортажі, а взяв інтерв'ю по телефону лише в одного з солдат, вже після того, як той виписався з медичного центру), про повернення Джессіки Лінч, яка воювала в Іраку, попала в полон, і була звільнена внаслідок операції Сил спеціальних операцій США (він описував готель, в якому на неї чекали її батьки, але такого готелю не існувало). Крім того, були виявлені випадки плагіату, а саме використання текстів інших видань, таких як Washington Post, Associated Press, The Daily News, The Cleveland Plain Dealer, в репортажах про церковну службу в Клівленді, Огайо, про вашингтонських снайперів та їхніх жертв, про Джессіку Лінч та про родичів зниклих безвісти солдат.
11 травня 2003 року New York Times опублікувала великий текст, в якому повідомляла про звільнення Блера, про результати розслідування, і зокрема про те, що розслідування встановило, що різні редактори та репортери висловлювали занепокоєння щодо репортерських навичок, зрілості та поведінки Блера під час його роботи в газеті. Скандал дав аргументи противникам так званих програм рівноправності, відповідно до яких заохочується просування представників різних меншин, тому, що Джейсон Блер — афроамериканець. Відповідальний редактор Джеральд Бойд, який також був афроамериканцем, заперечував, що Блера просували в газеті з міркувань рівноправності. Він казав: «Він був молодим, перспективним репортером, який виконував роботу, яка заслуговувала на просування.»  Водночас, журнал Columbia Journalism Review писав, що цей випадок, хоча, можливо, й кидає тінь на програми рівноправності, однак тиск щодо запровадження таких програм був лише одним із аспектів цього скандалу. Іншим, важливим аспектом, на думку журналу, було нехтування попередженнями про Блера.
Хоча Сульзберґер у відповідь на результати розслідування, як його цитує The Economist, сказав: «давайте не будемо демонізувати наших керівників — чи то редакторів рубрик, чи то виконавчого редактора або, навіть, посмію сказати, видавця», він звільнив виконавчого редактора Гауела Рейнса та відповідального редактора Джеральда Бойда. Не дивлячись на ці заходи, газету критикували за те, як вона упоралась зі скандалом. Газета Financial Times писала, що реакція New York Times на скандал із Блером тільки зміцнила її репутацію як егоцентричної установи.  Журнал Columbia Journalism Review критикував саме Сульзберґера: відповідно до журналу, після зустрічі персоналу New York Times, організованої одразу після скандалу, він залишив враження людини, байдужої до проблем в новинному відділі газети та до незадоволення персонально ним обраним редактором Гауелом Рейнсом.

### Скандал із висвітленням питання зброї масового знищення в Іраку
В 2001—2003 роках зіркова репортерка New York Times Джудіт Міллер писала про зброю масового знищення в Іраку. Так, 20 грудня 2001 року вийшла стаття Міллер, в якій вона писала, що Аднан Іхсан Саїд аль-Хайдері, перебіжчик з Іраку, який назвав себе інженером-будівельником, сказав, що він особисто працював над реконструкцією секретних об'єктів для біологічної, хімічної та ядерної зброї в підземних спорудах, приватних віллах і під лікарнею Саддама Хусейна в Багдаді ще в 2001 році. Вона також процитувала двох урядових експертів, які, відповідно до Міллер, висловились, що інформація, надана перебіжчиком здавалась достовірною. В 2004 році редактори New York Times зазначили, що за повідомленням видання Knight Ridder, американські чиновники вивезли перебіжчика аль-Хайдері до Іраку на початку 2004 року, щоб той вказав на місця, де, як він стверджував, він працював, і що чиновники не знайшли доказів використання цих місць для збройних програм.

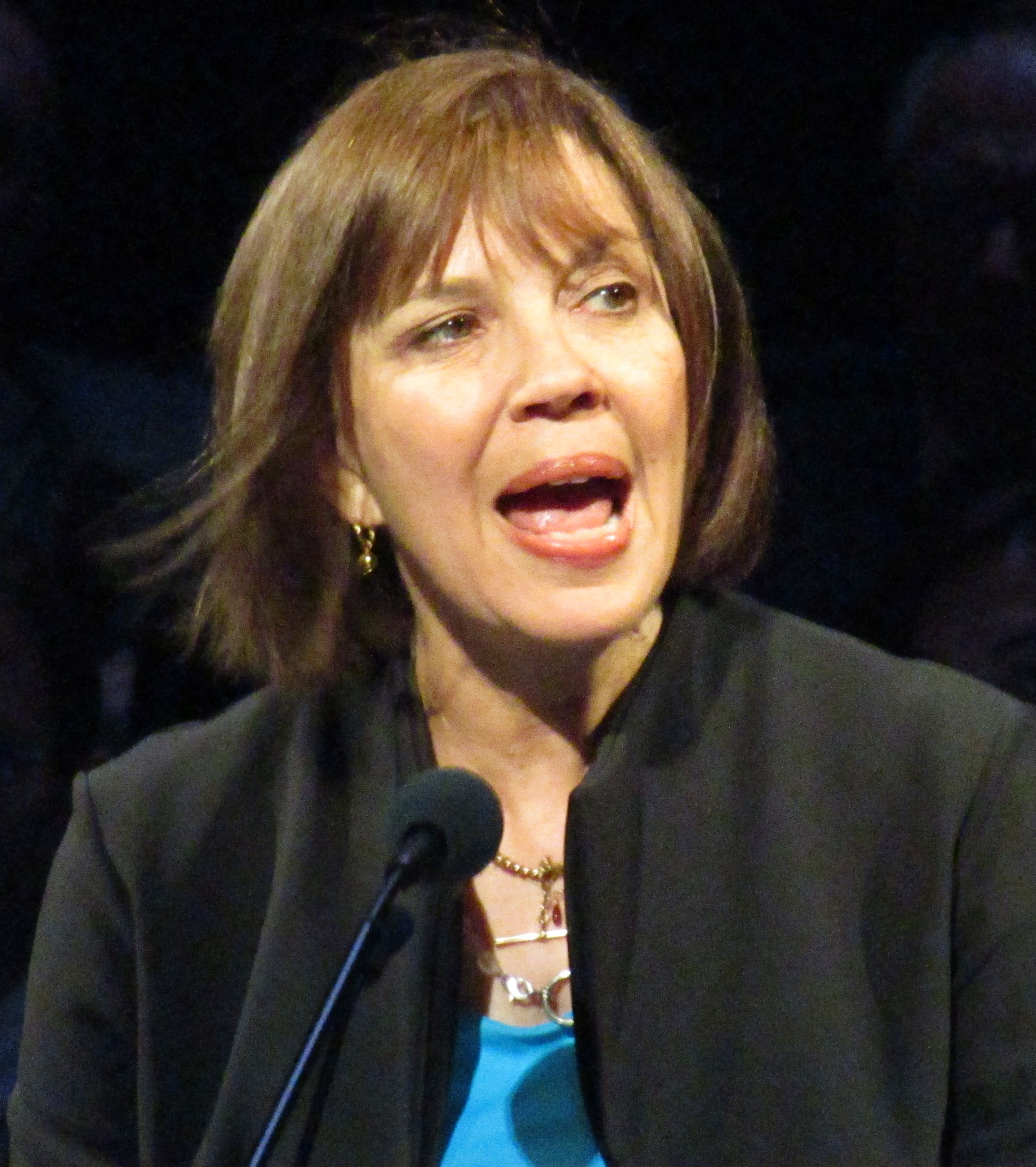
Джудіт Міллер у 2018

В статті від 8 вересня 2002 року спільного авторства Майкла Ґордона та Джудіт Міллер стверджувалось, що «за останні 14 місяців Ірак намагався придбати тисячі спеціально розроблених алюмінієвих трубок, які, на думку американських чиновників, були призначені як компоненти центрифуг для збагачення урану».  В 2004 році редактори New York Times зазначили, що хоча інформація в статті базувалась на «найкращих джерелах американської розвідки», інформацію про алюмінієві трубки слід було подавати обережніше, оскільки корисність таких трубок для виробництва ядерного палива є сумнівною. Редактори визнали, що в статті були натяки на сумнівність алюмінієвих трубок для виробництва ядерного палива, але вони були «глибоко заховані» в статті. Після публікації статті про алюмінієві трубки представники адміністрації президента Буша Дік Чейні, Колін Пауелл, Дональд Рамсфелд і Кондоліза Райс посилалися на інформацію в статті Ґордона та Міллер. У наступні дні історія про трубки набула широкого розголосу. 12 вересня 2002 року президент Джордж Буш, виступаючи перед Генеральною Асамблеєю ООН, сказав, що «Ірак робив кілька спроб придбати високоміцні алюмінієві труби, які використовуються для збагачення урану для ядерної зброї». Майкл Мессінґ писав, що у наступні місяці після публікації статті інформація про алюмінієві трубки стане ключовим аргументом представників адміністрації президента для виправдання необхідності почати війну в Іраку, і, що New York Times зіграла ключову роль у легітимізації війни в Іраку.

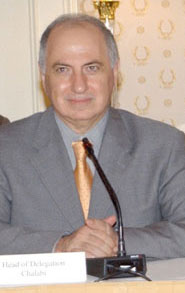
Ахмед Челебі

Олівер Бойд-Баррет писав, що к кінцю червня 2003 року більшості коментаторів ставало дедалі очевидніше, що адміністрація Буша брехала про зброю масового знищення в Іраку, щоб виправдати вторгнення до Іраку. В той час почали з'являтися перші статті, які критикували Джудіт Міллер за те, як вона висвітлювала питання зброї масового знищення в Іраку. Так, 24 червня 2003 року в газеті Washington Post була опублікована стаття, в якій її автор Говард Курц стверджував, що Міллер була тісно пов'язана із військовим підрозділом, завданням якого було знайти зброю масового знищення в Іраку, а також із Ахмедом Челебі, на той час лідером Іракського Національного Конгресу — об'єднанням опозиційним Саддаму Хусейну партій. Курц писав, що за визнанням Міллер у її листі своєму колезі, саме Ахмед Челебі був для неї джерелом інформації щодо зброї масового знищення в Іраку. За твердженням Бойд-Баррета Міллер ніколи не посилалась на Челебі у своїх статтях, а Держдепартамент США та посадовці Центрального розвідувального управління висловлювали занепокоєння, що Іракський Національний Конгрес сфабрикував інформацію щодо зброї масового знищення, щоб стимулювати вторгнення США до Іраку. 26 липня 2003 року у виданні Slate була опублікована стаття Джека Шейфера, в якій він стверджував, що «наші очікування щодо зброї масового знищення, якими вони були, здебільшого походили зі статей Міллер». У статті Шейфер вважає, те, що всупереч репортажам Міллер, в Іраку не було знайдено зброї масового знищення могло означати одне з двох: або іракці повністю знищили кожне місце, про яке Міллер коли-небудь згадувала у своїх репортажах до вторгнення США, або в неї були ненадійні джерела. У будь-якому випадку, писав Шейфер, New York Times була зобов'язана переглянути статті Міллер. 26 травня 2004 року від імені редакторів вийшла стаття New York Times, в якій визнавались недоліки щодо репортажів про зброю масового знищення в Іраку без зазначення імені Джудіт Міллер, але з визнанням того, що нерегулярним джерелом цих репортажів був Ахмед Челебі. У 2005 році Міллер пішла з газети. Сульзберґера критикували за те, що він не звертав належної уваги на проблеми в новинному відділі газети, і за те, що він відмовлявся обговорювати проблему з Міллер, а лише зазначив, що проблеми вже не існує і потрібно рухатись далі.

## Інша діяльність
Сульзберґер входив до ради директорів шкіл Outward Bound, які пропонують тренувальні програми з виживання, у Північній Кароліні та Нью-Йорку, а також був головою правління нью-йоркської тренувальної школи. Він також допоміг заснувати та був головою неприбуткової організації Times Square Alliance, яка працює над розвитком та просуванням нью-йоркського району Таймс-сквер. Нині він є членом ради директорів Заповідника Мохонк, що опікується заповідною територію на північ від Нью-Йорка.

## Номінації та нагороди

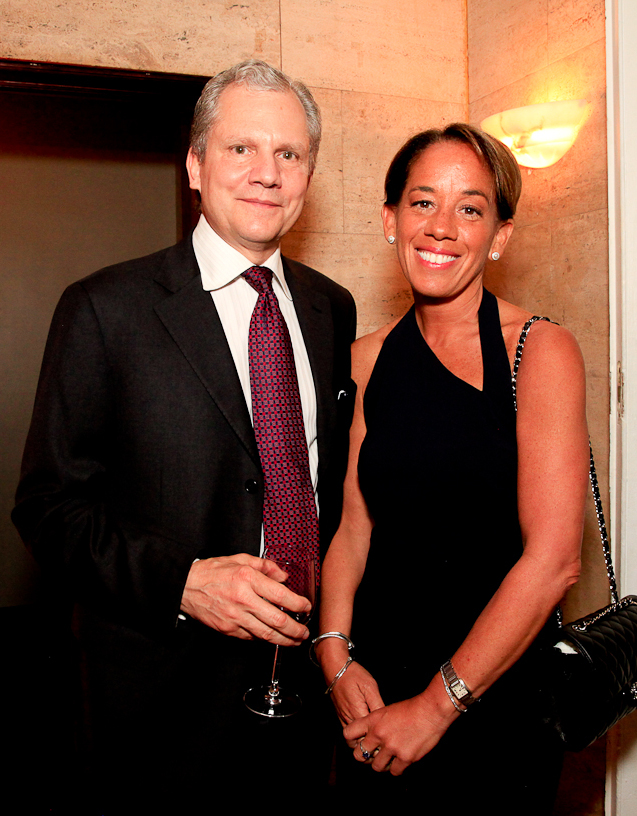
Сульзберґер та Ґебріел Ґрін. 2013 рік.

В 1996 році Університет Тафтса присвоїв Сульзберґеру нагороду Light on the Hill, якою нагороджуються випускники університету, які є лідерами в своїх галузях. В 2006 році він був нагороджений почесним ступенем доктора гуманітарних наук Університетом штату Нью-Йорк. В 2012 році Сульзберґер отримав Літературну нагороду Фонду Національної книжкової премії. В 2017 році Школа журналістики Міського університету Нью-Йорка нагородила Сульзберґера Нагородою за журналістське досягнення.

## Особисте життя
В 2008 році Сульзберґер розлучився із своєю першою дружиною Ґейл Ґреґ. Окрім сина Артура Ґреґа Сульзберґера, в пари також є дочка Енні Сульзберґер. За повідомлення в пресі, в Сульзберґера після розлучення був роман із філантропкою Клаудією Ґонсалес, але в 2012 він з нею розійшовся. В 2014 році Сульзберґер одружився із Ґебріел Ґрін, партнеркою в інвестиційній компанії. В 2020 році пара подала на розлучення. За повідомленнями в пресі, в Сульзберґера та його другої дружини виникла суперечка щодо шлюбного контракту.